# Dodécagone

Un dodécagone régulier et ses angles remarquables.

Un dodécagone est une figure de géométrie plane. C'est un polygone à 12 sommets, donc 12 côtés et 54 diagonales.
La somme des angles internes d'un dodécagone non croisé est égale à 1 800 degrés.
Un dodécagone régulier est un dodécagone dont les douze côtés ont la même longueur et dont les angles internes ont la même mesure. Il y en a deux : un étoilé (le dodécagramme noté {12/5}) et un convexe (noté {12}). C'est de ce dernier qu'il s'agit lorsqu'on dit « le dodécagone régulier ».
Le dodécagone régulier est construit au compas par la dissection de chaque côté d'un hexagone régulier. Le périmètre du dodécagone régulier donne une meilleure approximation du nombre π que celle donnée par la mesure du périmètre de l'hexagone.

Modèle d'un dodécagone

.

## Caractéristiques numériques du dodécagone régulier
La relation entre le côté c du dodécagone et le rayon r de son cercle circonscrit est donnée par
{\displaystyle c=2r\sin(\pi /12)=r\,{\sqrt {2-{\sqrt {3}}}}.}
L'apothème a (ou rayon du cercle inscrit) est
{\displaystyle a={\frac {c}{2}}\cot(\pi /12)=c\,\left(1+{{\sqrt {3}} \over 2}\right).}
On en déduit un encadrement de π :
{\displaystyle 3,105<3\,{\sqrt {2}}\,\left({\sqrt {3}}-1\right)<\pi <12\,\left(2-{\sqrt {3}}\right)<3{,}216.}
L'aire A du dodécagone régulier de côté c est donnée par :
{\displaystyle A=3\,c^{2}\cot {\frac {\pi }{12}}=3\,c^{2}\left(2+{\sqrt {3}}\right)\simeq 11{,}1962\ c^{2}.}
Alternativement,
{\displaystyle A=3\,r^{2}.}

## Construction du dodécagone régulier
Un dodécagone régulier peut être construit à l'aide d'un compas et d'une règle. L'animation ci-dessous montre une manière en 23 étapes pour y parvenir. Le rayon du compas n'est pas modifié entre les étapes 8 à 11.

## Pavagedu plan à l'aide de dodécagones

pavage hexagonal tronqué
pavage grand rhombitrihexagonal
pavage semi-régulier : 3.3.4.12 & 3.3.3.3.3.3

## Découpage
Un découpage astucieux d'un dodécagone régulier en six figures géométriques (pentagones ou triangles) permet par réassemblage des pièces, de construire un carré.
D'autres découpages en huit, dix ou douze pièces permettent de reconstruire un triangle équilatéral, un pentagone, un décagone. La possibilité de tels découpages est une conséquence du théorème de Wallace-Bolyai-Gerwien.